# Rhinobatos annandalei
Rhinobatos annandalei es una especie de peces de la familia Rhinobatidae en el orden de los Rajiformes.

## Morfología
• Los machos pueden llegar alcanzar los 56 cm de longitud total.

## Distribución geográfica
Se encuentra en las  costas del India y de Sri Lanka.